# Marketing polityczny
Marketing polityczny – jedna z form komunikacji politycznej, w której następuje oferowanie, tworzenie i wymiana wartości między uczestnikami rynku politycznego. Sprowadza się ona do wykorzystania zespołu technik społecznych, teorii oraz metod zaczerpniętych z marketingu klasycznego, w celu stworzenia odpowiedniego obrazu kandydata, wypromowania jego osoby, wyróżnienia go spośród jego rywali oraz uzyskania jak największego poparcia przy jak najmniejszym zużyciu środków.

## Definicja
Marketingiem politycznym nazywamy zespół technik, które wykorzystuje się do stworzenia odpowiedniego obrazu kandydata wśród jego elektoratu, wypromowania jego osoby, wyróżnienia go spośród rywali i uzyskania określonej liczby głosów przy jak najmniejszym zużyciu środków (lub przy poniesieniu określonych środków uzyskać maksymalną liczbę głosów).
Marketing polityczny zajmuje się również badaniem procesów wymiany między podmiotami politycznymi a ich środowiskiem, jak i podmiotów politycznych pomiędzy nimi samymi.
Działania marketingowe powinny być prowadzone nie tylko podczas wyborów, gdy następuje ich szczególna intensyfikacja, ale przez cały czas, a politycy są wkomponowywani w obraz partii politycznej, w której działają. W marketingu politycznym stosuje się nowoczesne metody promocji, zarządzania wizerunkiem oraz wzbogacania własnej marki.

## Główne elementy
- strategie wyborcze (ang. elections strategy),
- wizerunek telewizyjny kandydatów/partii (ang. TV image),
- polityczny public relations (ang. political PR),
- miejsce w sondażach (ang. polls).

## Historia marketingu politycznego
Pojęcie marketingu zdefiniowano po raz pierwszy w 1941 roku, a zastosowany został w praktyce w 1952 roku w wyborach prezydenckich w USA. W 1959 roku został po raz pierwszy wykorzystany w Europie, podczas wyborów parlamentarnych w Wielkiej Brytanii. Od lat dziewięćdziesiątych XX w. jest powszechnie stosowany w krajach Europy Wschodniej, a także w Rosji, zarówno w wyborach prezydenckich, jak i wyborach parlamentarnych i lokalnych.
Wraz z rozwojem technik marketingu politycznego zaczęły powstawać specjalności zawodowe z nimi związane:
- specjaliści do spraw komunikowania masowego,
- analitycy rynku politycznego,
- specjaliści od badań opinii publicznej,
- specjaliści w dziedzinie public relations,
- technicy reklamy,
- specjaliści w zakresie kupowania czasu antenowego i przestrzeni reklamowej (z ang. media buyers),
- trenerzy w zakresie umiejętności mówienia i publicznych wystąpień (ang. coach speaker).

Partie polityczne coraz częściej korzystają z usług agencji specjalizujących się w marketingu politycznym.

## Strategie
W marketingu politycznym wyróżnia się następujące rodzaje strategii:
- Ze względu na działania na rynku politycznym:
  - defensywną – działania skupiają się na utrzymaniu elektoratu,
  - ofensywną – dominują przedsięwzięcia mające zdobyć głosy nowych wyborców.
- Ze względu na przedmiot:
  - strategię sprzedaży programu politycznego – polega ona przede wszystkim na opracowaniu i opublikowaniu programu partii. Następnie przygotowywane jest główne hasło programowe, umieszczane na plakatach i ulotkach reklamowych,
  - strategię sprzedaży polityka – w tej strategii główny nacisk kładzie się na wygląd oraz odbiór psychologiczny polityka. Kształtowany jest jego pozytywny wizerunek, którego istotnym elementem jest odpowiednio przedstawiony życiorys kandydata. Uwydatnia się pozytywne oraz ukrywa niewygodne fakty z życia polityka. W tym celu stosuje się niedomówienia oraz odpowiednią selekcję informacji,
  - strategię sprzedaży partii politycznej – polega ona na nadaniu partii odpowiedniej nazwy, loga i skrótu (ważne jest aby był łatwy do skandowania m.in. na wiecach), zapewnieniu ciągłej obecności w środkach masowego przekazu, odpowiedni dobór lidera partii oraz odpowiedniej jej prezentacji. Ważnym elementem tej strategii jest odpowiednio prowadzona kampania wyborcza[3].
- Ze względu na zakres działań:
  - skoncentrowana – dotyczy jednego segmentu rynku politycznego,
  - zróżnicowana – skupia się na kilku rynkach i segmentach,
  - niezróżnicowana – dotyczy kilku segmentów w obrębie jednego rynku.
- Ze względu na charakter działań:
  - pozytywna,
  - negatywna.
- Ze względu na działania względem rynku:
  - penetracji – skupienie się na zgłębieniu obecnego rynku,
  - rozwoju rynku – zdobycie nowego rynku i poszerzenie go.
- Ze względu na ofertę:
  - wzrostu – skupienie się na wzbogaceniu oferty,
  - nowych przedsięwzięć – propozycja nowych, ryzykownych ofert politycznych.
- Ze względu na podmiot:
  - utwardzania – wzmocnienie postaw wyborczych własnego elektoratu,
  - poszerzania – mające na celu zdobycie nowych głosów, głównie osób niezdecydowanych (strategia często opiera się na emocjach),
  - odwracania – zniechęcanie elektoratu kontrkandydata do oddawania na niego głosów (często staje się strategią negatywną),
  - neutralizowania – zniechęcanie zwolenników kontrkandydata do udziału w wyborach.

## Narzędzia reklamy
- Audiowizualne i audytywne:
  - udział w programach telewizyjnych lub radiowych (publicystycznych, informacyjnych, talk-show),
  - spoty reklamowe (płatne, bezpłatne),
  - reklamy w radiu,
  - piosenka wyborcza,
  - automat dzwoniący.
- Wizualne:
  - prasa,
  - ulotki, broszury,
  - plakaty,
  - billboardy,
  - listy do wyborców,
  - reklamy ruchome.
- Bezpośredni kontakt z wyborcami:
  - door-to-door (marketing bezpośredni),
  - debata, wiece,
  - telemarketing.
- Internet:
  - strony WWW,
  - reklama na stronach WWW,
  - blogi polityczne, polityków,
  - mailing,
  - profile w portalach społecznościowych.

## Wybory prezydenckie w USA a reklama w mediach społecznościowych
W 2017 roku podczas wyborów prezydenckich w USA na portalu społecznościowym Facebook pojawiały się reklamy polityczne. Po wyborach okazało się, że część z nich nie była uruchamiana przez żaden z komitetów wyborczych. Wybuchała afera. O prowadzenie reklamy politycznej kierowanej do amerykańskich wyborców zostali oskarżeni Rosjanie. 
Facebook zaczął przykładać o wiele większą wagę do wiarygodności podmiotów, które prowadzą reklamy na portalu. Dla partii politycznych na całym świecie obowiązkowa stała się weryfikacja. Dodatkowo użytkownicy dostali opcję sprawdzenia kto jest autorem konkretnej reklamy. 

## Marketing polityczny w Polsce
Po raz pierwszy techniki marketingu politycznego zostały zastosowane w Polsce w pierwszej kampanii wyborczej odbywającej się w demokratycznej Polsce – w czerwcu 1989 roku.
Do prowadzenia kampanii politycznej w 1989 roku „Solidarność” zaangażowała specjalistę od marketingu politycznego, Francuza Jacques Séguéla. Każdy z kandydatów Solidarności miał zdjęcie z Lechem Wałęsą – znany przywódca opozycji miał być ich przepustką do parlamentu. Natomiast podczas wyborów prezydenckich w 1995 roku Jacques Seguel kreował wizerunek polityczny Aleksandra Kwaśniewskiego.